# Vruchtzak

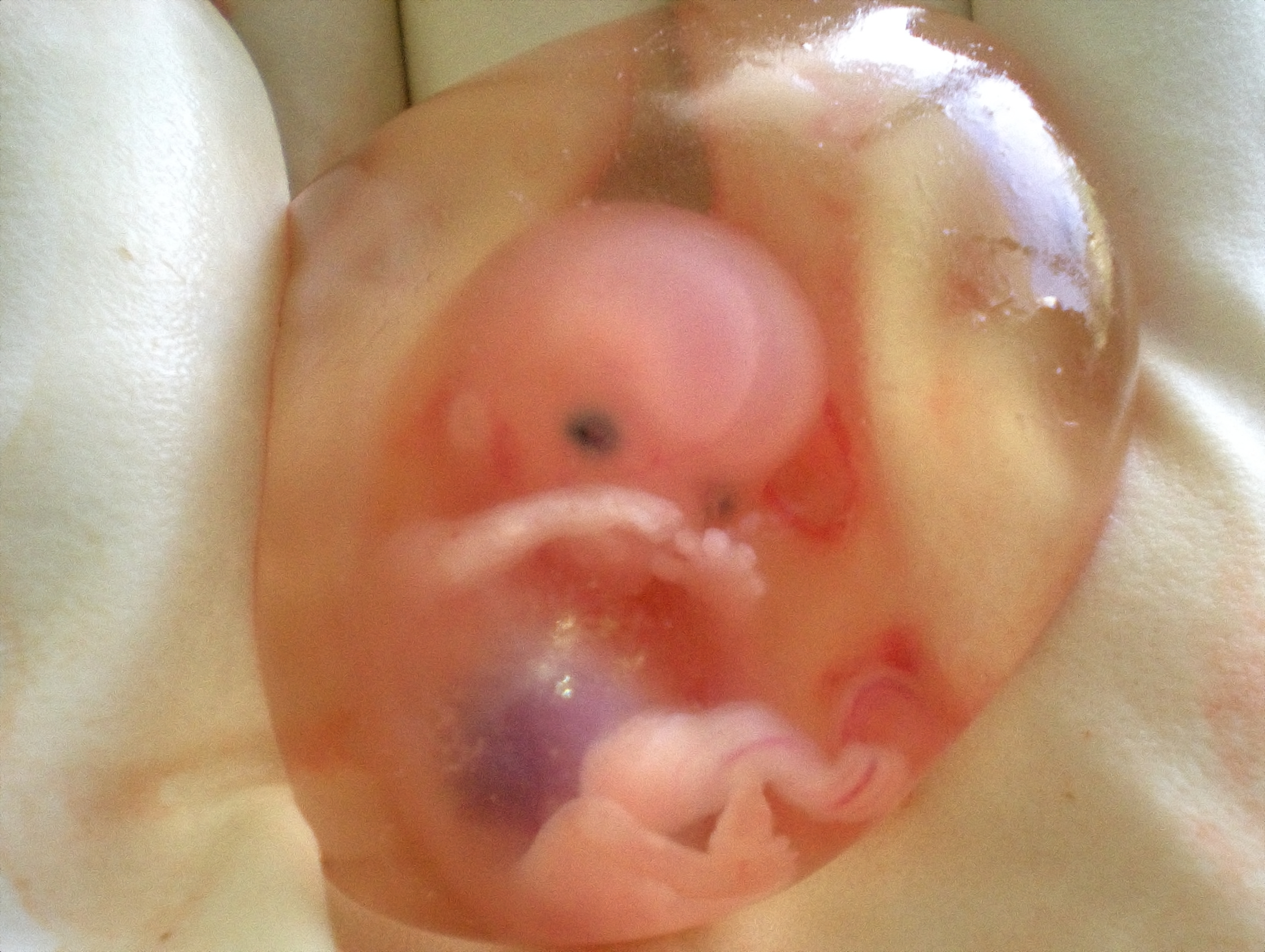
10 weken oude foetus (na de bevruchting) in de vruchtzak

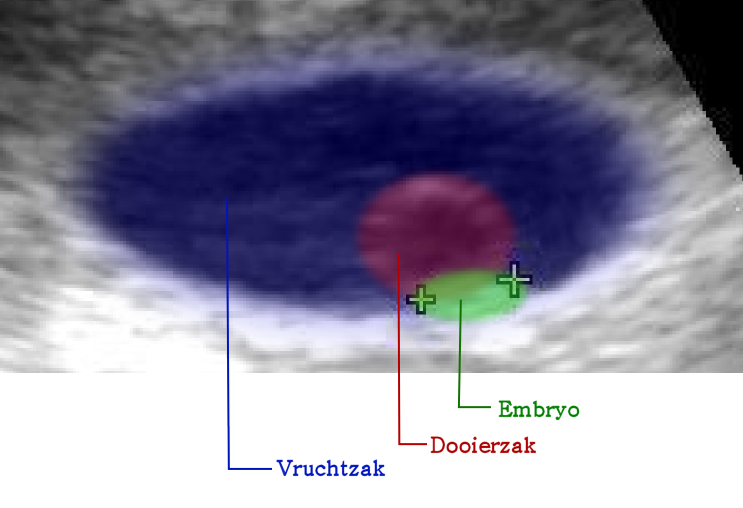
Inhoud in de holte van de baarmoeder ongeveer 5 weken vanaf de bevruchting (conceptionele leeftijd) met echografie. Het embryo is 3 mm lang. vruchtzak, dooierzak

De vruchtzak, vruchtwaterzak, vruchtblaas of amnionholte is een membraanzak van gewervelde landdieren (Amniota) , die bestaat uit een buitenste laag, het chorion en een binnenste laag, het amnion. Aan de buitenkant is de vruchtzak verbonden met de dooierzak, de allantois en via de navelstreng met de placenta. Het is gevuld met vruchtwater. In de vruchtzak zit tijden de zwangerschap het embryo, dat vanaf de conceptionele leeftijd (gerekend vanaf de bevruchting) van 6 à 8 weken een foetus wordt genoemd. Het wordt ook aangetroffen in een ei dat is ingesloten in een relatief stevige schaal (reptielen, vogels, cloacadieren.
Het is de enige beschikbare structuur die kan worden gebruikt om te bepalen of er sprake is van een zwangerschap in de baarmoeder totdat het embryo kan worden geïdentificeerd.
Bij de zwangerschapsecho is de vruchtzak een donkere (echovrije) ruimte omgeven door een witte hyperechogene rand. Bij hyperechogeen weefsel treedt een sterke terugkaatsing van het ultrageluid op, waardoor het licht kleurt.
De dooierzak, amnion, chorion en allantois zijn de vier extra-embryonale membranen die buiten het embryo liggen en betrokken zijn bij het leveren van voedingsstoffen en bescherming aan het zich ontwikkelende embryo. Ze vormen zich vanuit de embryoblast; de eerste die zich vormt is de dooierzak, gevolgd door de amnion die over het zich ontwikkelende embryo groeit. Het amnion blijft een belangrijk extra-embryonaal membraan tijdens de prenatale ontwikkeling. Het derde membraan is de allantois, en de vierde is het chorion dat het embryo na ongeveer een maand omringt en uiteindelijk samensmelt met het amnion.
Vruchtwaterpunctie is een medische procedure waarbij vloeistof uit de zak wordt bemonsterd tijdens de ontwikkeling van de foetus, tussen 13 en 18 weken (na de bevruchting) zwangerschap, om te worden gebruikt bij prenatale diagnose van chromosomale afwijkingen en foetale infecties.

## Vruchtzakvorming

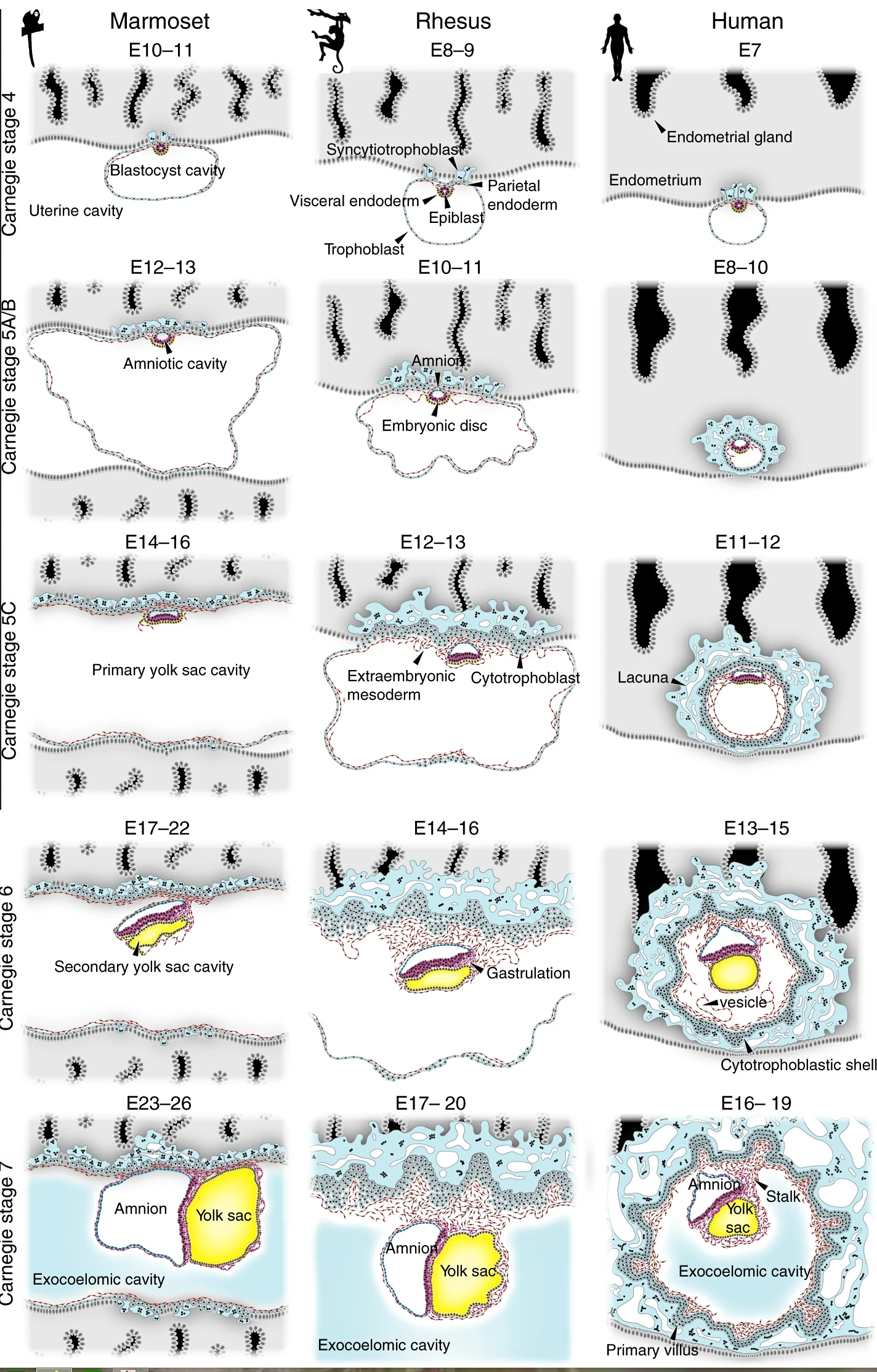
Embryonale stadia van gewoon penseelaapje, resusaap en mens worden voor elke soort weergegeven in het Carnegie-stadia en embryonale dagen (vanaf de bevruchting) (E). De secundaire dooierzak is geel gemarkeerd. De tekeningen zijn gebaseerd op representatieve histologische secties van gewoon penseelaapje, resusaap en menselijke embryo's.

Eerste maand van de zwangerschap

Vanaf dag acht (na de bevruchting) ontstaat uit het extra-embryonale coeloom, die uit het extra-embryonale mesoderm is ontstaan, de vruchtzak, vruchtblaas of amnionholte de eerste nieuwe holte die zich vormt. De vruchtzak is bolvormig en bevindt zich meestal in het bovenste deel (fundus) van de baarmoeder. opening. Fundus (Latijn voor "onder") is een anatomische term die verwijst naar dat deel van een holte in een orgaan dat zich aan het uiteinde van de opening, dus bovenin de baarmoeder, bevindt. Er verzamelt zich vloeistof tussen de epiblast en de hypoblast, waardoor de epiblast in twee delen wordt gesplitst. De laag bij de embryonale pool groeit rond de vruchtzak en creëert een barrière tegen de cytotrofoblast. Dit wordt het amnion of vruchtvlies, een van de vier foetale membranen en de cellen die het bevat, worden amnioblasten genoemd. In de tweede week na de bevruchting begint het amnion zich te vormen. Hoewel de vruchtzak aanvankelijk kleiner is dan de blastocyste, wordt hij in week acht groter totdat het hele embryo door het amnion is omgeven. Tegen de zwangerschapsduur van ongeveer zeven weken (na de bevruchting) zet de vruchtzak uit en neemt het grootste deel van het volume van de baarmoeder in beslag, waardoor uiteindelijk het extra-embryonale coeloom (chorionholte) tot een dunne laag wordt gereduceerd tussen de pariëtale somatopleurische en viscerale splanchnopleurische laag van het extra-embryonale mesoderm.

### Dooierzak- en vruchtzakvorming
Het proces van de vorming van de vruchtzak en de dooierzak staat nog steeds ter discussie. De hoofdtheorie stelt dat de vorming van de membranen van de dooierzak begint met een toename van de productie van hypoblastcellen, gevolgd door verschillende migratiepatronen. Op dag acht na de bevruchting begint het eerste deel van de hypoblastcellen met hun migratie en maakt wat bekend staat als de primaire dooierzak, of het membraan van Heuser (exocoelomisch membraan). Op dag 12 na de bevruchting is de primaire dooierzak door een nieuwe groep migrerende hypoblastcellen vervangen, die nu bijdragen aan de definitieve dooierzak.
Terwijl de primaire dooierzak zich vormt, migreert het extra-embryonale mesoderm naar het blastocoel en vult deze met losjes opeengepakte cellen. Op het moment dat het extra-embryonale mesoderm in twee delen wordt verdeeld, ontstaat er een nieuwe holte die de vruchtzak wordt genoemd. Deze nieuwe holte is verantwoordelijk voor het losmaken van het embryo en zijn amnion en dooierzak van de verre wand van de blastocyste, die nu het chorion wordt genoemd. Wanneer het extra-embryonale mesoderm zich in twee lagen splitst, worden het amnion, de dooierzak en het chorion ook dubbellaags. Het amnion en het chorion zijn samengesteld uit extra-embryonaal ectoderm en extra-embryonaal mesoderm, terwijl de dooierzak bestaat uit extra-embryonaal endoderm en mesoderm. Op dag 13 na de bevruchting zit de kiemschijf met amnion en dooierzak met de rug met de hechtsteel eerst nog vast aan het chorion.

### Vruchtzak bij levendbarende en ovipare dieren
De literatuur is het niet eens over wat precies de ‘vruchtzak’ wordt genoemd. In sommige gevallen wordt alleen het amnion (amnionholte) gevuld met vruchtwater, het binnenste eimembraan dat het embryo of de foetus onmiddellijk omringt, de vruchtzak genoemd, maar in andere gevallen wordt de vruchtzak ook gedefinieerd als het geheel van de eimembranen, dat wil zeggen, het omvat ook ten minste het chorion (serosa), het buitenste eimembraan.
Deze onzekerheid kan te wijten zijn aan de verschillende ontwikkeling van de eimembranen bij ovipare (reptielen en vogels) en levendbarende (“echte” zoogdieren) amnioten. Hoewel het extra-embryonale coeloom, de met vocht gevulde ruimte tussen het amnion en het chorion, bij beide groepen krimpt als gevolg van de groei van het embryo en de vruchtzak, versmelt het amnion bij placentale zoogdieren volledig met het chorion, wat ook wordt ondersteund door een laag baarmoederslijmvlies (decidua capsularis), zodat structureel de vruchtzak de enige grote holte vormt binnen het eimembraan en buiten de foetus tot uiterlijk kort voor de geboorte of uit het ei komen van de foetus. Bij reptielen en vogels versmelt de allantois, de ‘embryonale urineblaas’, echter volledig met het chorion en omringt uiteindelijk de foetus bijna volledig in het ei.

## Breken van de vliezen
Bij zoogdieren met een placenta breken de vliezen van de vruchtzak gewoonlijk aan het begin van het geboorteproces door de invloed van enzymen, hormonen en de weeën. Het vruchtwater zorgt er nu voor dat het ongeboren kind er makkelijker uit kan glijden. Het kunstmatig openen van de vruchtzak tijdens de geboorte wordt amniotomie genoemd. De vruchtzak blijft vaak aanvankelijk in de baarmoeder en wordt pas na het eigenlijke geboorteproces als een nageboorte samen met de placenta uitgedreven. In gevallen waarin de vruchtzak tijdens de geboorte niet opengaat, verwijdert de moeder of de vroedvrouw deze van het gezicht, waardoor de onafhankelijke longademhaling kan beginnen.
Als na de geboorte de volledige vruchtzak of grote delen ervan de pasgeborene blijft bedekken, wordt dit een helm genoemd, geboren met de helm.

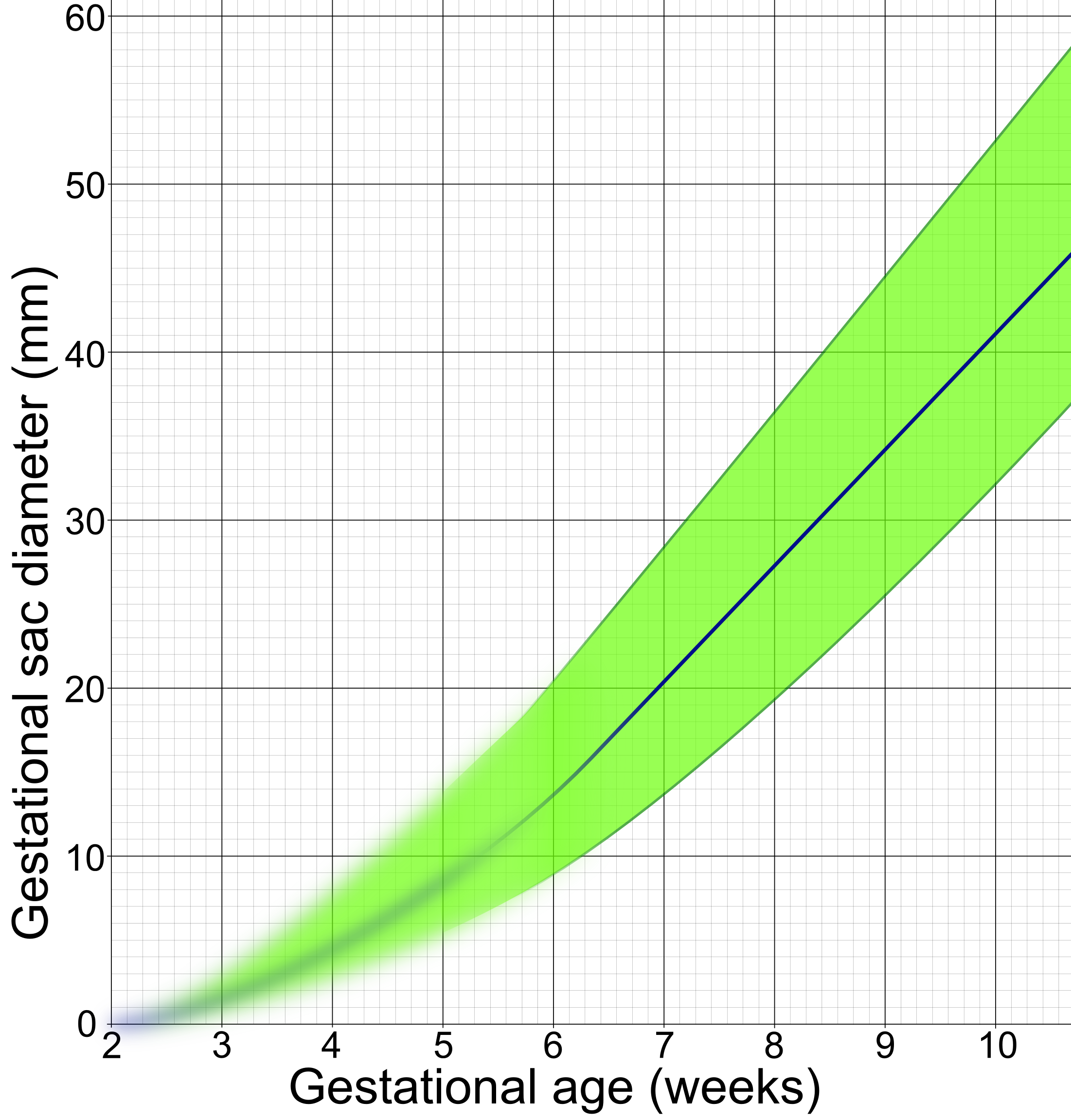
Gemiddelde diameter van de vruchtzak (y-as) volgens de postmenstruele leeftijd van de zwangerschap. De blauwe lijn is het gemiddelde, en het groene gebied begrenst de 5e en de 95e percentiel.

## Klinische betekenis
Chorioamnionitis is een ontsteking van de vruchtzak (chorio- + amnion + -itis), meestal als gevolg van een infectie. Het is een risicofactor voor een infectie van de pasgeboren baby.
Een voortijdige breuk van de vliezen is een breuk die optreedt vóór het begin van de bevalling. Een kunstmatige breuk van de vliezen kan klinisch worden uitgevoerd met behulp van een amnihaak of amnicot om de bevalling te induceren of te versnellen.

### Echografie
De gemiddelde vruchtzakdiameter kan de postmenstruele leeftijd van de zwangerschapsduur effectief schatten tussen de 5 en 6 weken, met een nauwkeurigheid van ongeveer +/- 5 dagen.
De dooierzak en embryo zijn gemakkelijk herkenbaar, wanneer de vruchtzak een bepaalde grootte heeft bereikt; een dooierzak is voor het eerst te zien als de vruchtzak 20 mm is en de foetale pool als de vruchtzak 25 mm groot is.
Vruchtzakken kunnen via echografie worden geïdentificeerd en worden over het algemeen geïdentificeerd aan de hand van de volgende vier kenmerken:
- De zak heeft een ronde of elliptische vorm in langs- en dwarsaanzichten
- De zak is omgeven door een witte hyperechogene rand (choriodecidual reactie)[12] Bij hyperechogeen weefsel treedt een sterke terugkaatsing van het ultrageluid op, waardoor het licht kleurt.
- De zak bevindt zich in de fundus ((fundus=aan het boveneinde van de baarmoeder) van de baarmoeder.
- De zak zit niet in het midden van de baarmoederholte, maar bevindt zich meestal in het bovenste deel (fundus) van de baarmoeder.

## Afbeeldingen

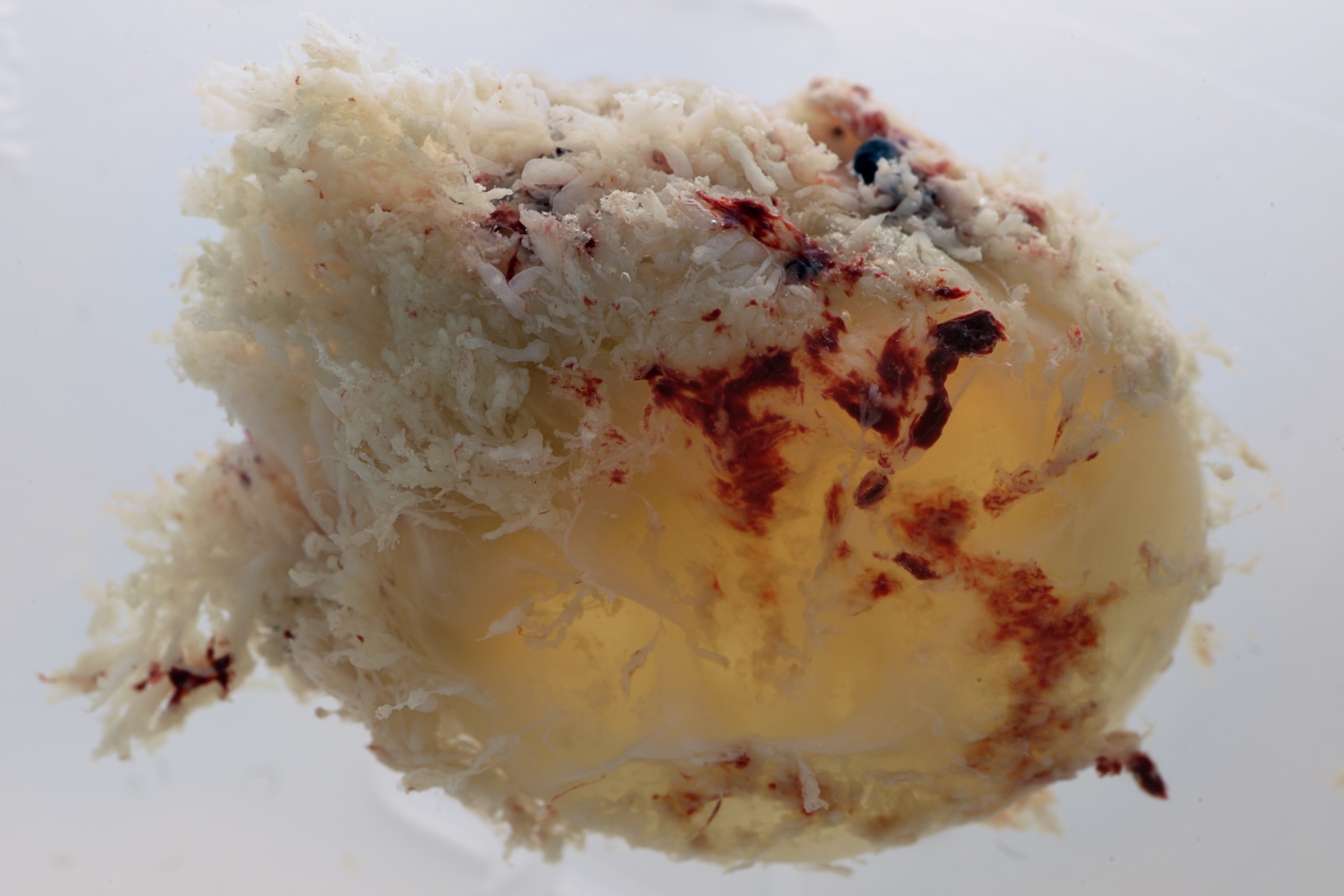
3 tot 4 weken oud (vanaf de bevruchting) embryo in de vruchtzak met chorionvilli
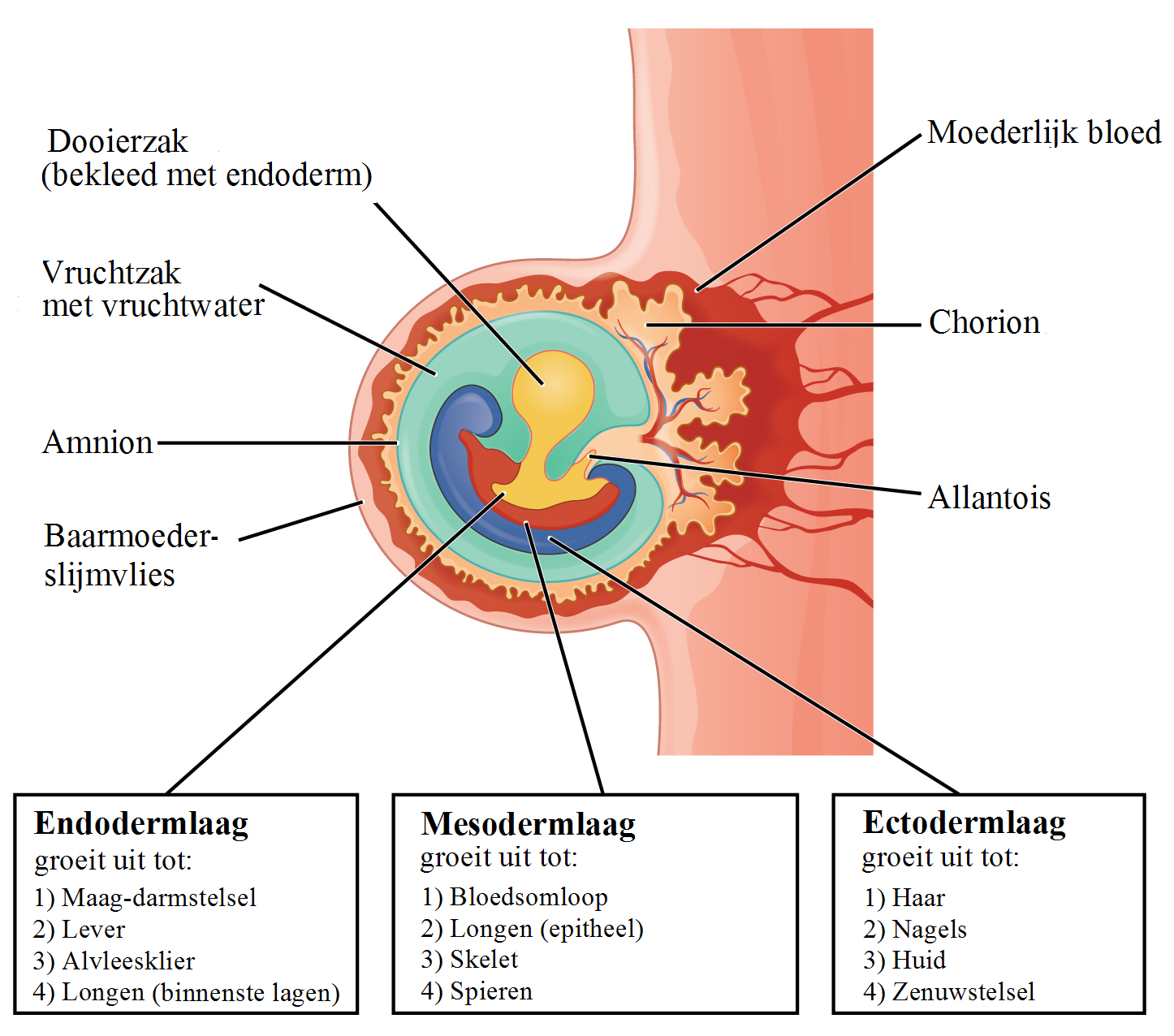
Embryo 3 weken oud (vanaf de bevruchting)
1 - vruchtzak of amnionholte, 2 - dooierzak, 3 - chorionholte
De vroege vorming van de allantois en differentiatie van de hechtsteel. 1 vruchtzak of amnionholte, 2 hechtsteel, 3 allantoïs, 4 dooierzak, 5 chorion. Het chorion omhult de chorionholte.
Het latere stadium van de allantoische ontwikkeling en beginnende verkleining van de dooierzak. 1 Hart, 2 Vruchtzak of amnionholte, 3 Foetale pool, 4 Hechtsteel, 5 Chorionvilli, 6 Allantois, 7 Dooierzak, 8 Chorion. Het chorion omhult de chorionholte.
1 Chorionvilli, 2 Dooierzak, 3 Navelstreng, 4 Allantois, 5 Hart, 6 Spijsverteringskanaal, 7 Embryo, 8 Vruchtzak of amnionholte
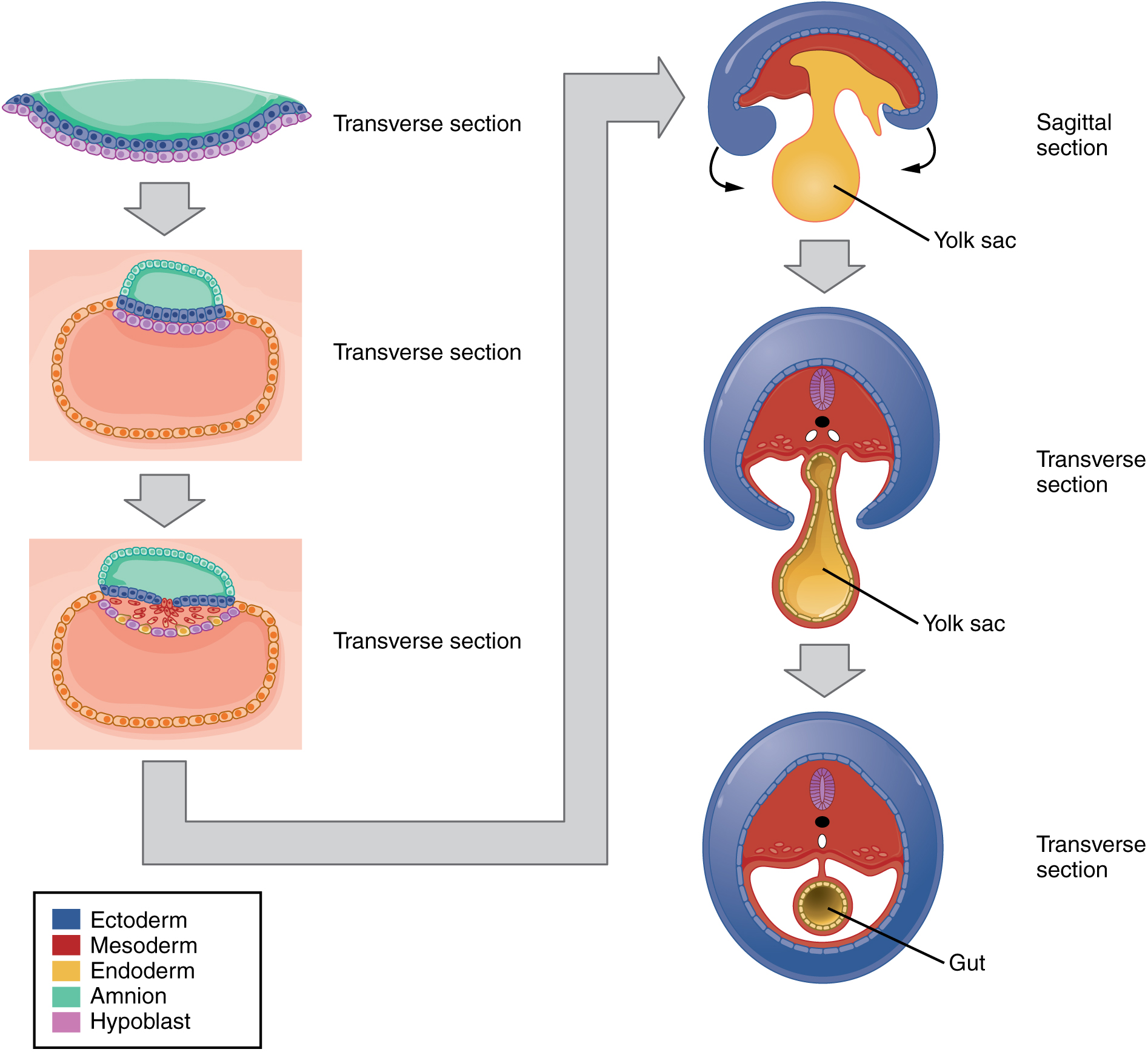
Invaginatie. Yolk sac=dooierzak, Gut=oerdarm.
- Driedimensionale simulatie van het gastrulatieproces, 6 min
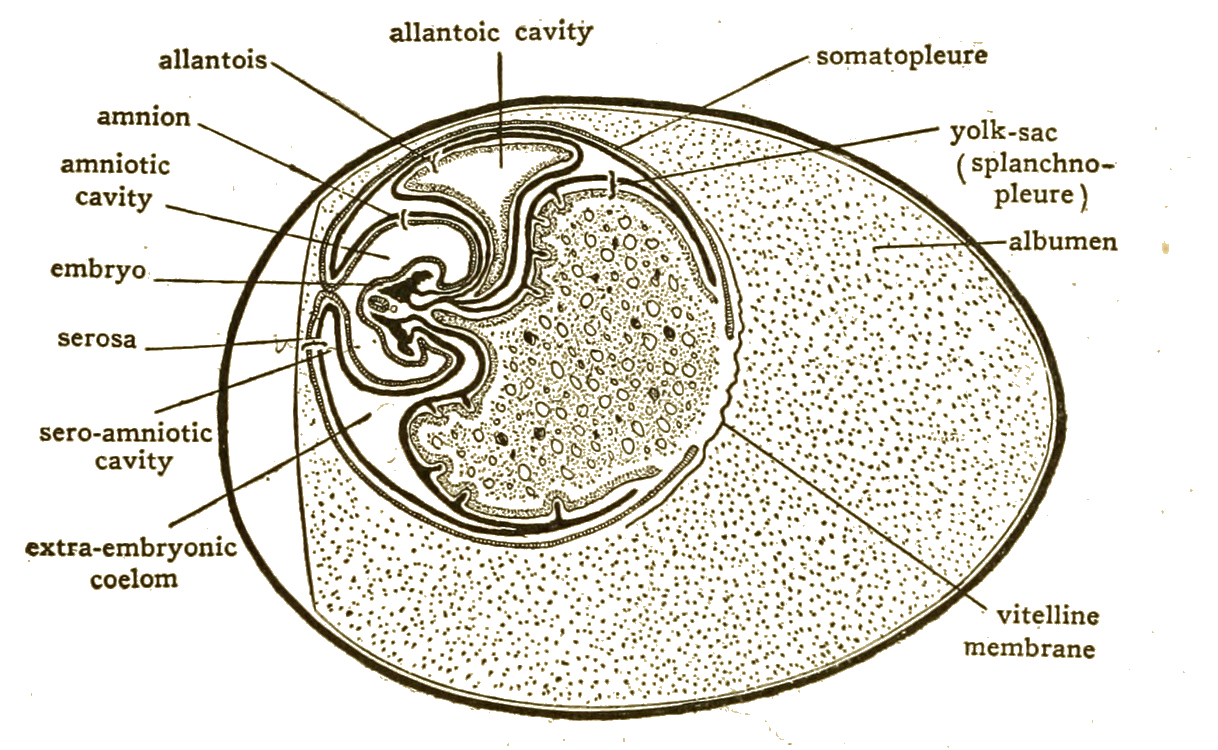
Kippenembryo op de vijfde dag na de bevruchting.
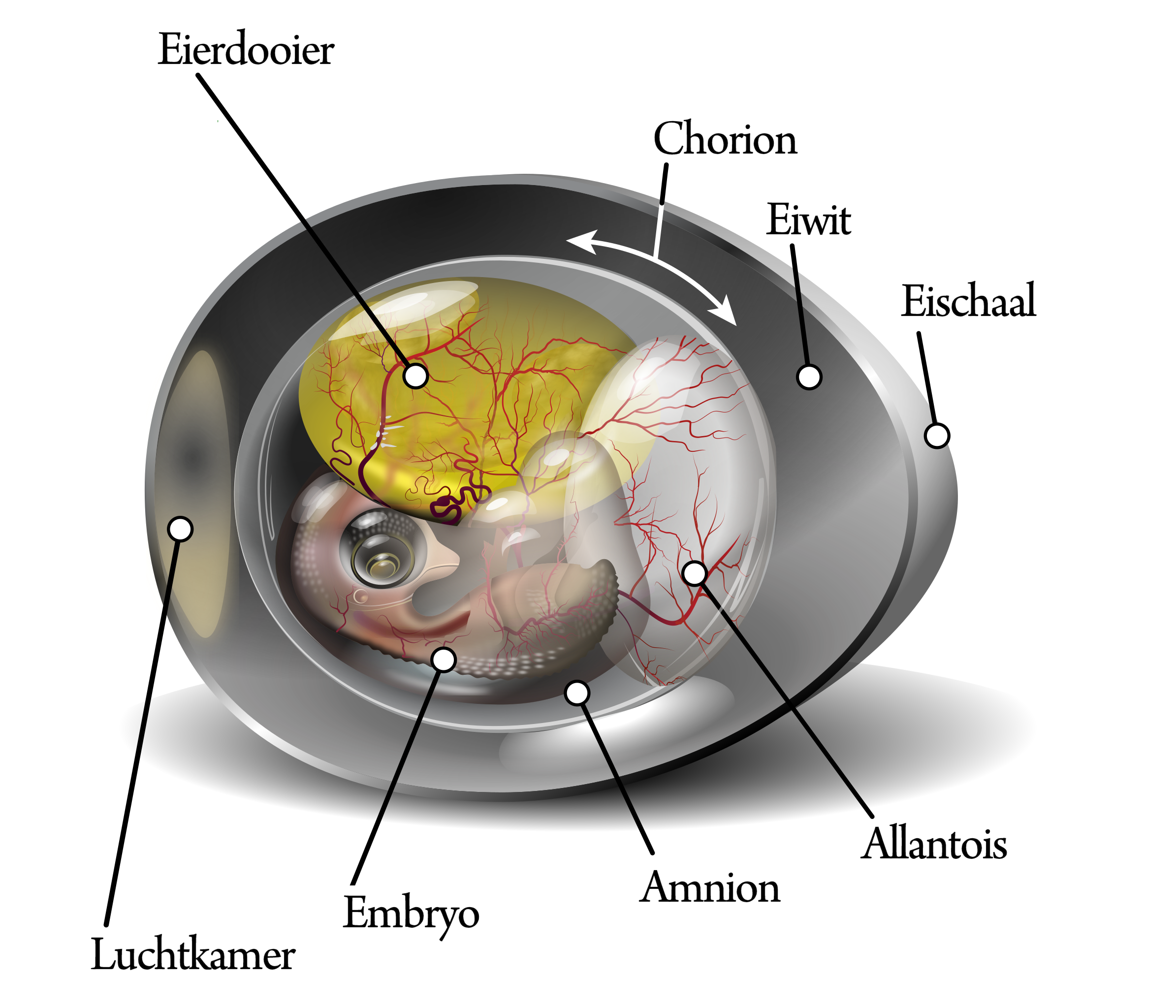
Kippenembryo op de negende dag na de bevruchting.
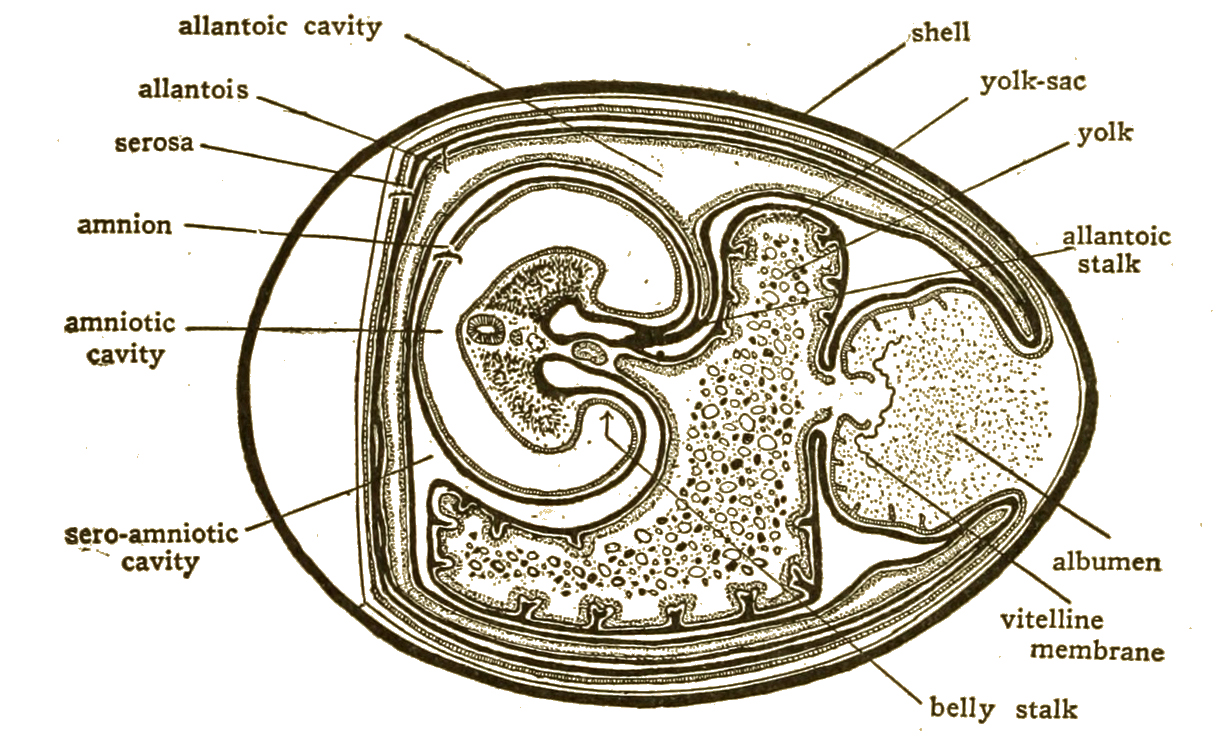
Kippenembryo op de veertiende dag na de bevruchting.
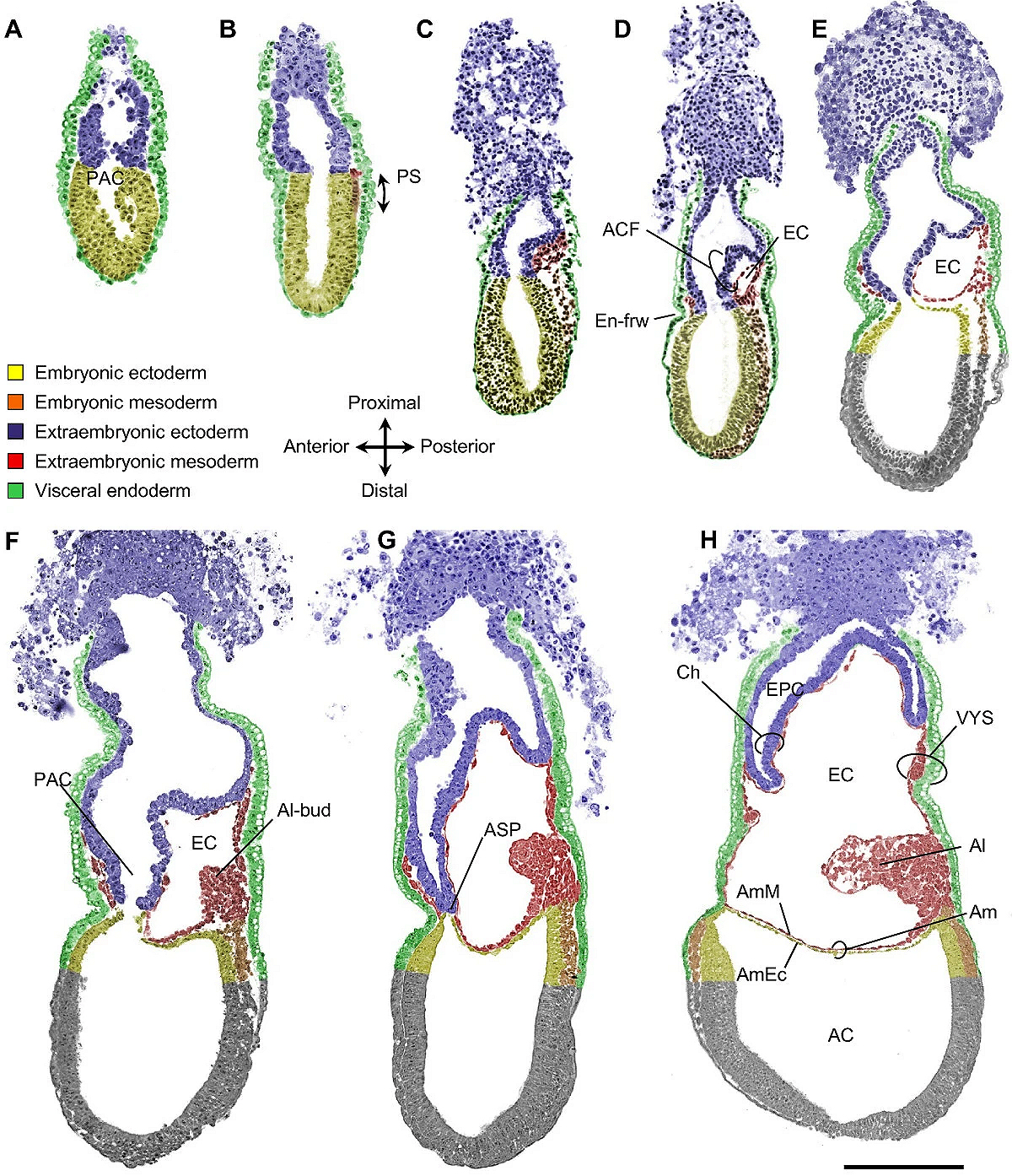
Vorming vruchtzak bij de muis.